# Aidiopsis
Aidiopsis, monotipski biljni rod iz porodice Rubiaceae raširen u Aziji (Andamani, Java, Malajski poluotok, Sumatra, Tajland). Jedina vrsta je A. orophila, nanofanerofit ili fanerofit

## Sinonimi
- Aidia forbesii (King & Gamble) K.M.Wong
- Aidiopsis forbesii (King & Gamble) Tirveng.
- Randia forbesii King & Gamble
- Stylocoryna orophila Miq.
- Webera orophila (Miq.) Boerl.